# Symboles SAMPA
Tableau des consonnes et voyelles SAMPA
Voir aussi une version concise des symboles SAMPA pour les sons français.
Notez que vous aurez besoin d'une police de caractères qui supporte les extensions Unicode API pour voir les caractères API des tableaux ci-dessous.

## Tableau simplifié desconsonnes
| p | b |

| t | d |

| tS | dZ |

| c | J\ |

| k | g |

| q | G\ |

| ? |

| P | B |

| f | v |

| T | D |

| s | z |

| S | Z |

| C | j\ |

| x | G |

| X | R |

| X\ | ?\ |

| h | h\ |

| 4 |
| r |

Note : il est d'un usage commun (spécialement en espagnol et en italien) de représenter la vibrante alvéolaire roulée par [rr] et l'alvéolaire battue par [r]. En espagnol, aussi, [jj] est utilisé pour représenter la fricative palatale plutôt que la semi-voyelle [j]. Il a été proposé d'utiliser [4] pour l'alvéolaire battue, dans ce cas [r] peut-être utilisé pour représenter la roulée (comme son équivalent dans le système API), et [j\] pour la fricative palatale, gardant ainsi la règle d'une lettre par symbole API (l'antislash est utilisé pour générer des symboles alternatifs).

## Modifieurs de consonnes
Ces symboles, placés après une consonne, indiquent une modification de cette dernière.
- [ ` ] après une consonne indique une rétroflexe.
- [ _a ] : apicale : [s_a] désigne un s apical (en API s̺).
- [ _d ] : dental.
- [ _G ] :vélarisée (en API ˠ).
- [ _h ] : aspirée (en API ʰ).
- [ _j, ' ] : palatalisé (en API ʲ).
- [ _m ] : laminale.
- [ _w ] : labialisée (en API ʷ).
- [ _< ] : implosive (occlusive sonore sans relâchement) (en API  ̚).
- [ _> ] : éjective (occlusive sourde glottalisée) (en API ʼ).
- [ _=, =] : syllabique, comme dans l'anglais bird [br\`=d], bottle ["bOtl=], button ["bVtn=].

| SAMPA : liste simplifiée des consonnes |                                              |                                                   |                                                                                         |
| SAMPA                                  | API                                          | Description                                       | Exemples                                                                                |
| p                                      | p                                            | occlusive bilabiale sourde                        | français pour                                                                           |
| b                                      | b                                            | occlusive bilabiale sonore                        | français bateau                                                                         |
| t                                      | t                                            | occlusive alvéolaire sourde                       | français taureau                                                                        |
| d                                      | d                                            | occlusive alvéolaire sonore                       | français donc                                                                           |
| tS                                     | tʃ                                           | occlusive rétroflexe sourde                       | anglais chair, picture, espagnol mucho, italien cena, allemand Deutsche                 |
| dZ                                     | dʒ                                           | occlusive rétroflexe sonore                       | anglais gin, joy, italien giorno                                                        |
| c                                      | c                                            | occlusive palatale sourde                         | grec Και                                                                                |
| J\                                     | j (j barré)                                  | occlusive palatale sonore                         | turc rüzgâr                                                                             |
| k                                      | k                                            | occlusive vélaire sourde                          | français coup, koala, qui                                                               |
| g                                      | g                                            | occlusive vélaire sonore                          | français gomme, guet                                                                    |
| q                                      | q                                            | occlusive uvulaire sourde                         | arabe qof                                                                               |
| P                                      | φ (lettre grecque phi)                       | fricative bilabiale sourde                        | japonais fu                                                                             |
| B                                      | β (lettre grecque beta)                      | fricative bilabiale sonore                        | espagnol cabo, calvo                                                                    |
| f                                      | f                                            | fricative labiodentale sourde                     | français foule, anglais enough                                                          |
| v                                      | v                                            | fricative labiodentale sonore                     | français voix, allemand Welt                                                            |
| T                                      | θ (lettre grecque theta)                     | fricative dentale sourde                          | anglais thing, espagnol castillan caza                                                  |
| D                                      | ð (eth islandais)                            | fricative dentale sonore                          | anglais this, espagnol cada                                                             |
| s                                      | s                                            | fricative sifflante alvéolaire sourde             | français soif, passe, cerise, espagnol sí, allemand Gross                               |
| z                                      | z                                            | fricative sifflante alvéolaire sonore             | français zoo, rose, allemand See                                                        |
| S                                      | ʃ                                            | fricative chuintante alvéolaire sourde            | anglais she, sure, emotion, français chemin, italien scendo                             |
| Z                                      | ʒ                                            | fricative chuintante alvéolaire sonore            | français jour, anglais pleasure                                                         |
| C                                      | ç (cédille)                                  | fricative palatale sourde                         | allemand Ich, grec χέρι, quelques prononciations anglaises de human                     |
| j\ (jj)                                | ʝ (j avec une queue en boucle)               | fricative palatale sonore                         | espagnol yate, hielo                                                                    |
| x                                      | x                                            | fricative vélaire sourde                          | écossais loch, espagnol ajo, allemand Buch                                              |
| G                                      | γ (lettre grecque gamma)                     | fricative vélaire sonore                          | espagnol algo                                                                           |
| h                                      | h                                            | fricative glottale sourde                         | anglais ham, allemand Hand                                                              |
| h\                                     | ɦ (h avec une queue en haut vers la droite)  | fricative glottale sonore                         | Quelques prononciations anglaises de aha                                                |
| m                                      | m                                            | nasale bilabiale                                  | français maison                                                                         |
| F                                      | ɱ (m avec une queue descendante à gauche)    | nasale labiodentale                               | espagnol infierno                                                                       |
| n                                      | n                                            | nasale alvéolaire                                 | français non                                                                            |
| J                                      | ɲ (n avec une queue descendante à gauche)    | nasale palatale                                   | anglais américain canyon, espagnol año, français oignon, italien gnocchi, hongrois anyu |
| N                                      | ŋ (n avec une queue descendante à droite)    | nasale vélaire                                    | anglais singer, ring                                                                    |
| l                                      | l                                            | latérale alvéolaire                               | français loin                                                                           |
| L                                      | ʎ y retourné, alt. λ (lettre grecque lambda) | latérale palatale                                 | italien aglio, catalan colla                                                            |
| 5                                      | ɫ (l avec un tilde au milieu)                | latérale dentale vélarisée                        | anglais milk («dark l»), catalan alga, turc altı                                        |
| 4 (r)                                  | ɾ (r sans le sérif supérieur gauche)         | vibrante alvéolaire battue (1 seul battement)     | espagnol pero                                                                           |
| r (rr)                                 | r avec sérif                                 | vibrante alvéolaire battue (plusieurs battements) | espagnol perro, rey                                                                     |
| r\`                                    | ɻ (r avec un crochet en dessous)             | vibrante alvéolaire rétroflexée                   | anglais run, very                                                                       |
| R                                      | ʀ (petite lettre R capitale)                 | vibrante uvulaire                                 | français rue, allemand standard Reich                                                   |
| w                                      | w                                            | constrictive ouverte bilabiale, semi-voyelle      | anglais we, français oui, espagnol hueso                                                |
| H                                      | ɥ (h à l'envers)                             | constrictive ouverte bilabiale, semi-voyelle      | français huit                                                                           |
| j                                      | j                                            | constrictive ouverte palatale, semi-voyelle       | anglais yes, français yeux, allemand ja                                                 |

## Tableau simplifié des voyelles
| i I | y Y |

| 1 | } |

| M | u U |

| e | 2 |

| @\ | 8 |

| 7 | o |

| E | 9 |

| 3 | 3\ |

| V | O |

| { |

| a | & |

| A | Q |

## Modificateurs de voyelles
- [ ~, _~ ] après une voyelle indique qu'elle est nasalisée (par exemple en français bon [bO~]).
- [ : ] après une voyelle indique qu'elle est maintenue (par exemple en japonais shōshō [So:So:], anglais see [si:]).
- [ ` ] après une voyelle indique le rhotacisme (par exemple en anglais américain bird [b3`d]).
- [ _^ ] voyelle non syllabique (API subscript arch)

| SAMPA : Liste simplifiée de voyelles |                                                        | | |
| SAMPA                                | API                                                    | Description                                                                                             | Exemples                                                                                            |
| i                                    | i                                                      | fermée (de premier degré d'aperture) antérieure non-arrondie                                            | anglais see, espagnol sí, français vite, allemand mieten                                            |
| I                                    | ɪ (petite lettre capitale I)                           | fermée (de premier degré d'aperture) antérieure non-arrondie, mais un peu plus centralisée et relâchée  | anglais city, allemand mit                                                                          |
| e                                    | e                                                      | mi-fermée (de second degré d'aperture) antérieure non-arrondie                                          | espagnol él, français année, allemand mehr, italien rete, catalan més                               |
| E                                    | ɛ (e ouvert comme un epsilon grec)                     | mi-ouverte (de troisième degré d'aperture) antérieure non-arrondie                                      | anglais bed, français même, allemand Herr, italien ferro, catalan mes                               |
| {                                    | æ (e dans l’a, ligature ae)                            | antérieure non-arrondie, intermédiaire entre le 3e et le 4e degré d'aperture                            | anglais cat                                                                                         |
| y                                    | y                                                      | fermée (de premier degré d'aperture) antérieure arrondie                                                | français du, allemand Tür                                                                           |
| 2                                    | ø (o barré)                                            | mi-fermée (de second degré d'aperture) antérieure arrondie                                              | français deux (comme '2'), allemand Höhle                                                           |
| 9                                    | oe avec ligature, œ                                    | mi-ouverte (de troisième degré d'aperture) antérieure arrondie                                          | français neuf (comme '9'), allemand Hölle                                                           |
| 1                                    | i barré, i                                             | fermée (de premier degré d'aperture) centrale non-arrondie                                              | russe [m1S] 'souris'                                                                                |
| @                                    | ə (e à l'envers)                                       | mi-fermée (de second degré d'aperture) centrale non-arrondie                                            | anglais about, winner, allemand bitte                                                               |
| 6                                    | ɐ (a à l'envers)                                       | mi-ouverte (de troisième degré d'aperture) centrale.                                                    | allemand besser                                                                                     |
| 3                                    | ɜ (lettre grecque epsilon inversée)                    | mi-ouverte (de troisième degré d'aperture) centrale non-arrondie, mais un peu plus centrale et relâchée | anglais bird                                                                                        |
| a                                    | a                                                      | ouverte (de quatrième degré d'aperture) antérieure non-arrondie                                         | espagnol da, français bateau, lac, allemand Haar                                                    |
| }                                    | u barré, u                                             | fermée (de premier degré d'aperture) centrale arrondie.                                                 | suédois sju                                                                                         |
| 8                                    | ɵ (o barré horizontalement)                            | mi-fermée (de second degré d'aperture) centrale arrondie.                                               | suédois kust                                                                                        |
| &                                    | petites lettres capitales OE avec ligature, ɶ          | ouverte centrale arrondie                                                                               | anglais américain that                                                                              |
| M                                    | ɯ (m à l'envers)                                       | fermée (de premier degré d'aperture) postérieure non-arrondie                                           | vietnamien ư, coréen 으                                                                             |
| 7                                    | ɤ (lettre grecque gamma petit)                         | mi-fermée (de second degré d'aperture) postérieure non-arrondie                                         | vietnamien ơ', coréen 어, estonien õ, ukrainien и                                                   |
| V                                    | ʌ (v à l'envers)                                       | mi-ouverte (de troisième degré d'aperture) postérieure non-arrondie                                     | anglais américain run, enough                                                                       |
| A                                    | ɑ ('d' sans queue supérieure)                          | ouverte (de quatrième degré d'aperture) postérieure non-arrondie.                                       | anglais arm, anglais américain law, français standard âme                                           |
| u                                    | u                                                      | fermée (de premier degré d'aperture) postérieure arrondie                                               | anglais soon, espagnol tú, français goût, allemand Hut                                              |
| U                                    | ʊ (lettre grecque en petite capitale oméga à l'envers) | fermée (de premier degré d'aperture) postérieure arrondie un peu plus centralisée et relâchée           | anglais put, allemand Mutter                                                                        |
| o                                    | o                                                      | mi-fermée (de second degré d'aperture) postérieure arrondie                                             | anglais américain sore, espagnol yo, français beau, côte, allemand Sohle, italien dove, catalan ona |
| O                                    | ɔ (c retourné vers la gauche)                          | mi-ouverte (de troisième degré d'aperture) postérieure arrondie                                         | français cote, mode, anglais law, caught, italien uomo, catalan dona                                |
| Q                                    | ɒ ('b' sans la queue supérieure)                       | ouverte (de quatrième degré d'aperture) postérieure arrondie                                            | anglais britannique not, cough, allemand Toll                                                       |

## Accents toniques
- [ " ] avant une syllabe indique l’accent primaire (API : [ ˈ ]).
- [ % ] avant une syllabe indique un accent secondaire (API : [ ˌ ]).